# Dippelshof
Das denkmalgeschützte Hofgut Dippelshof liegt zirka fünf Kilometer südöstlich von Darmstadt (Hessen) im Osten der Gemarkung Traisa der Gemeinde Mühltal im Odenwald.

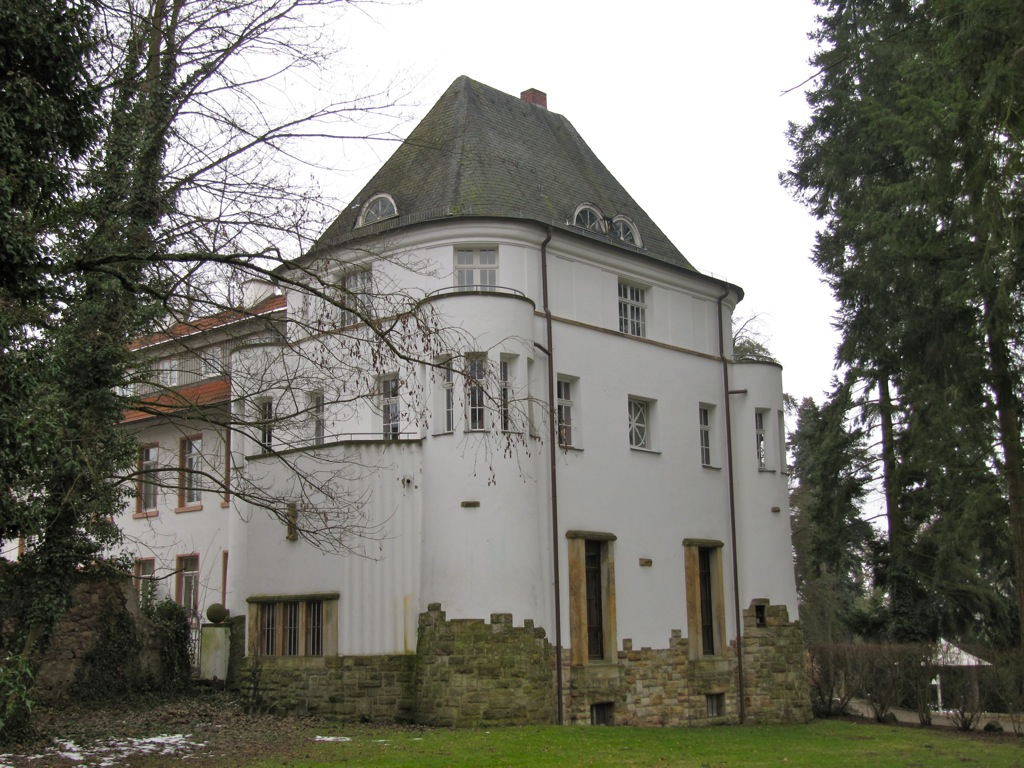
Traisa-Dippelshof 2010

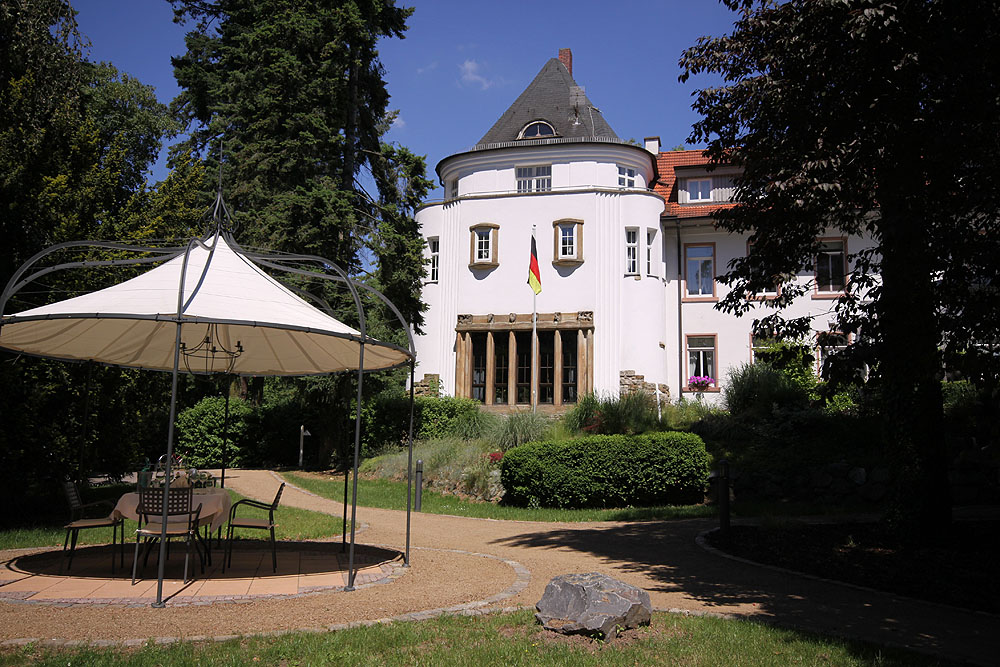
Das Herrenhaus 2011

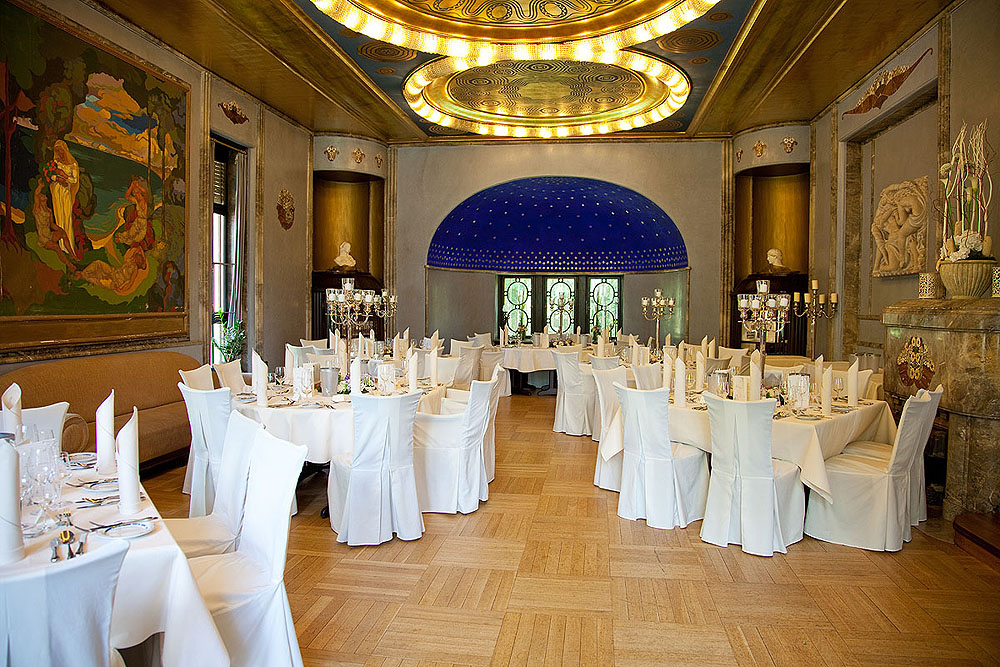
Das Musikzimmer oder der "Blaue Saal"

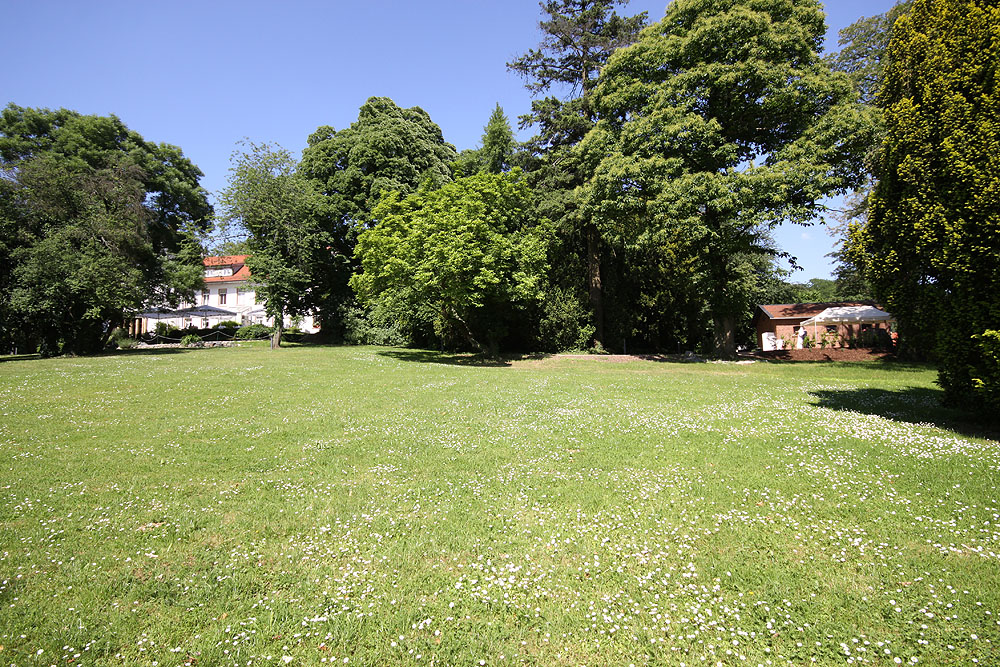
Der Garten nach englischem Vorbild

## Geschichte
1315 wurde der Hof in der Obertraisaer Mark erstmals erwähnt. 1621 tauschte Landgraf Ludwig V. den landgräflichen Hof gegen Waldgelände von Ober-Ramstadt ein. 1641 verkaufte die Gemeinde Ober-Ramstadt den Dippelshof wieder. Das im Dreißigjährigen Krieg zerstörte Anwesen ließ Johann Albert Dippel 1710 wieder errichten. 1730 wurde zwischen Nieder-Traisa, Ober-Ramstadt und der Landgrafschaft ein Vergleich geschlossen, wodurch die Ober-Traisaer Gemarkung mit dem Dippelshof und das dazugehörende Ackerland an Nieder-Traisa fiel.
In Urkunden erscheint der Name Dippelshof erstmals 1783.
Bereits im 19. Jahrhundert war der Dippelshof ein beliebtes Ausflugsziel der Darmstädter Bevölkerung. Auch in dem Theaterstück „Datterich“ von Ernst Elias Niebergall wurde der Dippelshof erwähnt. Nach mehreren Besitzerwechseln erwarb 1898 Friedrich-Wilhelm Bullrich das Hofgut. Der Bau und der kunstgeschichtlich überaus bedeutende Erweiterungsbau der späten Jugendstilzeit wurden von ihm in Auftrag gegeben. 1911/12 entstand nach Plänen von Edmund Körner ein Musiksaal, ein Herrenzimmer, ein Zimmer der Dame sowie Gästezimmer. Edmund Körner war ebenso wie Bernhard Hoetger und Johann Vincenz Cissarz, die an der Innenausstattung beteiligt waren, Mitglied der Darmstädter Künstlerkolonie.
Nach 1956 folgten drei weitere Besitzer. 1993 erwarb die Planungsgesellschaft Weber und Partner das dem Verfall preisgegebene Anwesen. In Abstimmung mit der Denkmalpflege wurden die Gebäude in der Substanz erhalten und erweitert. Der Musiksaal – der „Blaue Saal“ – wurde rekonstruiert und repräsentiert, gemeinsam mit dem Damen- und Herrenzimmer, die Spätzeit des Darmstädter Jugendstils.

## Der Blaue Saal (Musiksaal)
Das Kleinod des späten Darmstädter Jugendstils entstand um 1912 nach Plänen von Körner als Musiksaal. Die Decke, die Inneneinrichtung und das Intarsien-Parkett wurden 1953 bei einem Wasserrohrbruch stark beschädigt. Erhalten, wenn auch schwer beschädigt, blieben das Wandgemälde „Drei Frauen am Meer“ von Johann Vincenz Cissarz, die Reliefplastik „Drei Amazonen“ von Bernhard Hoetger und die Marmorintarsien von Ludwig Nick an den Wänden und am Kamin, Blumengebinde darstellend. Ringförmige Kristallleuchter beleuchten den Saal. In drei Rundnischen befinden sich viertelkreisförmige Eckvitrinen. In der vierten Erkernische führt eine Wendeltreppe zum Herrenzimmer im Obergeschoss.

## Der Dippelshof heute
Die Nassauische Siedlungsgesellschaft verkaufte 1958 den Hof an den Bauer Hardt aus Kelsterbach am Main, der dort wegen des Baues der Raffinerie aussiedeln musste. Dessen Sohn Heinrich versuchte die Gaststättentradition wieder aufleben zu lassen und richtete im Haupthaus eine kleine Schänke ein, in die er auch den Blauen Saal nach einer einfachen, leider aber nicht fachgerechten Restaurierung einbezog. Doch bereits 1978 verkaufte er das Anwesen an die Gemeinde Mühltal.
Derzeitiger Besitzer ist die Planungsgesellschaft Weber und Partner (Mühltal), die das heruntergekommene Anwesen 1993 für eine neue wirtschaftliche Nutzung erwarb. Das Hauptgebäude blieb in seiner Substanz erhalten; es wurde außen von Grund auf renoviert. Der Blaue Saal wurde unter Beachtung von Auflagen der Denkmalpflege rekonstruiert. Die Nebengebäude, Scheune und Ställe wurden von Grund auf erneuert und in eine Eigentumswohnanlage, die sich dem Hauptgebäude anschließt, umgewandelt. 
Im Hauptgebäude wurde ein Hotel-Restaurant eingerichtet, das den Blauen Saal einschließt. In den oberen Stockwerken sind die Fremdenzimmer entstanden. Daneben gibt es auch noch drei Tagungsräume verschiedener Größen. Der sich an das Hauptgebäude anschließende kleine Park wurde so hergerichtet, dass ein Zugang zum Hotel-Restaurant über eine Terrasse, die auch als Freisitz genutzt wird, führt. Am 17. September 1997 wurde das Haus in einer schlichten Eröffnungsfeier seiner Bestimmung übergeben. Bis heute wird das Hofgut von der Familie Huthmann als Hotel-Restaurant geführt.

## Persönlichkeiten

### Johann Albert Dippel
Zweifelsfrei geht der Name Dippelshof auf ein Mitglied der seit 1678 in Nieder-Ramstadt ansässigen Pfarrerfamilie Dippel zurück. Bei dem Käufer des verwüsteten Obertraisaer Hofes handelt es sich nicht, wie lange Zeit angenommen, um den Theologen und später auch als Chemiker bekannt gewordenen Johann Konrad Dippel, „der im Zeitalter des Pietismus zu den führenden Geistern in ganz Deutschland gehörte“, sondern um dessen jüngeren Bruder Johann Albert – geboren im März 1678 in Nieder-Ramstadt.
Albert Dippel wollte – und sollte nach dem Willen seines Vaters – dessen Nachfolge in der Pfarrstelle des Kirchspiels Nieder-Ramstadt werden. Durch Intrigen wurde das verhindert. Aus Enttäuschung über die versagte Beförderung, vielleicht auch aus Verdruss über die 1704 gegen seinen Bruder Johann Konrad verhängte Disziplinaruntersuchung (wegen seiner theologischen „Ketzereien“), wechselte Johann Albert 1704 und 1709 von der Theologie zur Medizin über.
In das Jahr 1710 fällt dann der Erwerb des Obertraisaer Hofes durch Johann Albert. Sein Bruder Johann Konrad kann es nicht gewesen sein, denn der befand sich zu dieser Zeit in Holland, um sich vor den Nachstellungen des hessischen Konsistoriums in Sicherheit zu bringen. Johann Albert hatte offenbar die Absicht, sich einen Familiensitz zu schaffen und als Landwirt zu betätigen.
Dippel hatte sich aber offenbar finanziell übernommen. Auch eine in Aussicht gestellte vierjährige Befreiung von allen Abgaben schaffte ihm nicht ausreichende Entlastung, so dass er schon 1713 den Hof verkaufte. Die sehr kurze Zeit von Dippels Sitz auf dem Obertraisaer Hof (1710–1713) hat aber genügt, um seinen Namen unlösbar mit seinem Namen zu verbinden. Zitiert nach Gernot Scior: „Der Grund ist darin zu suchen, daß Johann Albert Dippel das Verdienst zukommt, das verwüstete Anwesen wieder zum Hof gemacht zu haben. Dann war er auch neben seinem Bruder Johann Konrad die interessanteste und bekannteste Persönlichkeit der hiesigen Gegend in der ersten Hälfte des 18. Jahrhunderts.“

### Friedrich Wilhelm Bullrich
Oberstleutnant Friedrich Wilhelm Bullrich (* 19. Februar 1847; † 11. März 1926) aus Herrnstadt (im damaligen Landkreis Guhrau, Provinz Niederschlesien) erwarb 1898 den Dippelshof als Familiensitz. Danach nahm Bullrich seinen Abschied vom Militär und widmete sich dem weiteren Ausbau des Obstgutes Dippelshof. Von 1908 bis 1910 ließ er den Jugendstilanbau errichten, wodurch der Hof den Gesamteindruck eines Herrensitzes erhielt. Bis zu seinem Verkauf 1956 blieb der Dippelshof im Familienbesitz.
Für die Gemeinde Traisa erwies sich der Sitz der großzügigen Persönlichkeit Bullrichs auf dem Dippelshof als äußerst vorteilhaft. Die Steuerzahlungen des sehr vermögenden Mannes übertrafen das gesamte Steueraufkommen der damaligen Gemeinde Traisa. Von diesen Steuergeldern, aber auch von Spenden Bullrichs konnte die Gemeinde die Schule, Straßen, Wasserleitung und anderes finanzieren. Während zweier Winter ließ Bullrich den auf den Dippelshof führenden Weg, der völlig versandet war, mit Steingeröll befestigen.
Der Erste Weltkrieg bereitete dem ein plötzliches Ende. Von den vier Söhnen Bullrichs fielen zwei im Krieg (Wilhelm Bullrich 1914 in der Schlacht bei Bertrix, Ernst Bullrich 1918 beim Untergang eines U-Boots in der irischen See), ein anderer starb früh. Der vierte Sohn, der wegen seiner angegriffenen Gesundheit in Nonnenhorn am Bodensee lebte, setzte nach dem Tod der Eltern (1926 und 1934) Verwalter ein, konnte damit aber den Niedergang des Guts nicht verhindern, so dass die Familie Bullrich den Dippelshof 1956 verkaufte. Auf dem Privatfriedhof gegenüber dem Park sind Friedrich Wilhelm Bullrich und seine zweite Ehefrau Marie Antoinette bestattet. An der Grabstätte befinden sich Gedenksteine für die beiden gefallenen Söhne.

## Standesamt
Seit 2009 ist der Dippelshof neben der Kapelle der Burg Frankenstein und dem Trauzimmer der Gemeindeverwaltung offizieller Trauort der Gemeinde Mühltal.